# Gazella saudiya
La gazzella saudita (Gazella saudiya Carruthers e Schwartz, 1935) è una specie estinta di gazzella che in passato viveva nella Penisola Arabica. La sua scomparsa va attribuita alla caccia cui fu sottoposta dagli abitanti locali. È stata dichiarata estinta nel 2008, ma probabilmente è scomparsa prima di tale data.
Un tempo la gazzella saudita viveva nelle distese ghiaiose e sabbiose, ove fossero presenti alberi di acacia, delle regioni settentrionali e occidentali della Penisola Arabica, dal Kuwait allo Yemen, ma la maggior parte degli avvistamenti venne effettuata nelle regioni occidentali dell'Arabia Saudita. Viveva da sola o in gruppi che potevano essere composti anche da 20 esemplari.
In passato la gazzella saudita era considerata una semplice sottospecie della gazzella dorcade, ed è proprio per questo motivo che il suo declino e la sua scomparsa sono passati quasi inosservati agli occhi dei conservazionisti. Recenti studi genetici, però, hanno dimostrato la sua appartenenza a una specie separata. Oltre a essere diversa geneticamente, la gazzella saudita aveva zampe più corte della gazzella dorcade, e una colorazione più chiara.
Questa specie è sempre stata rara, ma a causa della caccia eccessiva il suo numero è crollato drasticamente. Non essendo più stata avvistata da vari decenni, nel 1980 venne dichiarata estinta in natura. Recenti analisi genetiche effettuate su tutti i presunti esemplari di G. saudiya allevati in cattività hanno dimostrato che tali individui appartengono a specie diverse o sono ibridi. Ancora oggi vengono compiute ispezioni per verificare la presenza di gazzelle saudite pure in allevamenti privati e in natura, ma finora le ricerche sono state inutili. La gazzella saudita è stata ufficialmente dichiarata estinta dalla IUCN nel 2008.